# 1907年の航空
< 1907年
1906年の航空 - 1907年の航空 - 1908年の航空

## 航空に関する出来事
- 3月16日 - フランスのレオン・ドラグランジュがフランスのBagatelle城でヴォワゾン機で9mの飛行を行う。
- 4月5日 - フランスのルイ・ブレリオが自作機で初めて飛行する。

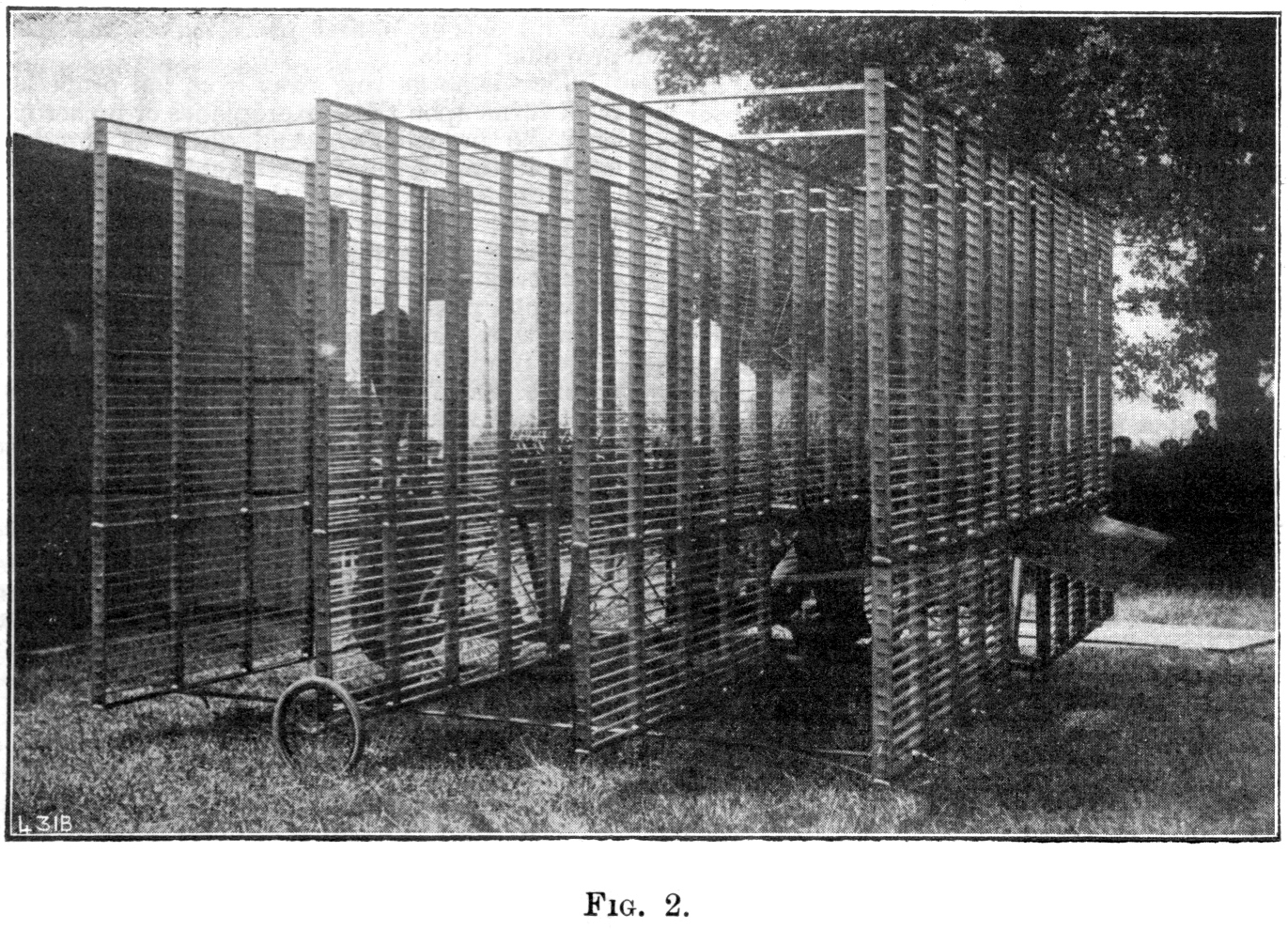
ホレーショ・フィリプスの多葉機

- 4月6日 - イギリスのホレーショ・フィリプスの多葉機が、浮揚する。
- 6月13日 - モナコにて、フランス人モーリス・レジェのヘリコプターが人間1人を垂直に上昇させることに成功。
- 6月21日 - ルーマニアのトライアン・ヴイアが、Vuia IIで100mを超える飛行を行う。
- 9月10日 - イギリス最初の軍用飛行船となったイギリス陸軍飛行船 No 1が初飛行した。
- 9月11日～12日 - ハンス・G・F・グロスらによって開発されたドイツの軍用飛行船、M Iが13時間を超える飛行を行い300kmの距離記録を樹立した。
- 9月29日 - ルイ・ブレゲーとシャルル・リシェらのジャイロ・プレーン（回転翼機）が、周りで人に支えられながら離陸。
- 10月10日 -フランスのロベール・エスノー＝ペルトリが、ペルトリ I（別名REP.1）で100メートルの飛行した。
- 10月12日 - Augustus Gaudronが、熱気球、「マンモス」号でイギリスのクリスタル・パレスからスウェーデンのVanern湖までの北海を越える1,610kmの飛行を行った。
- 10月19日 - フランスのロベール・エスノー＝ペルトリが、操縦桿を使って飛行した初のパイロットとなる。
- 11月9日 - フランスのアンリ・ファルマンがヴォワゾン機でヨーロッパでは初めての1分を超える飛行(1分14秒)をした。
- 11月13日 - ポール・コルニュのヘリコプターが30cm、20秒間の浮上に成功。
- 12月6日 - グラハム・ベルの発明した四面体凧が、カナダで汽船に牽引され、人を乗せて50mの高さに上昇するのに成功した。
- 1907年 - ルートヴィヒ・プラントルが Modellversuchsanstalt für Aerodynamik der Motorluftschiff-Studiengesellschaft（動力飛行船協会空力モデル試験施設）を設立した。これは1969年にドイツ航空宇宙センターに統合される航空関係の研究所の前身施設である。

## 1907年に初飛行した機体の画像

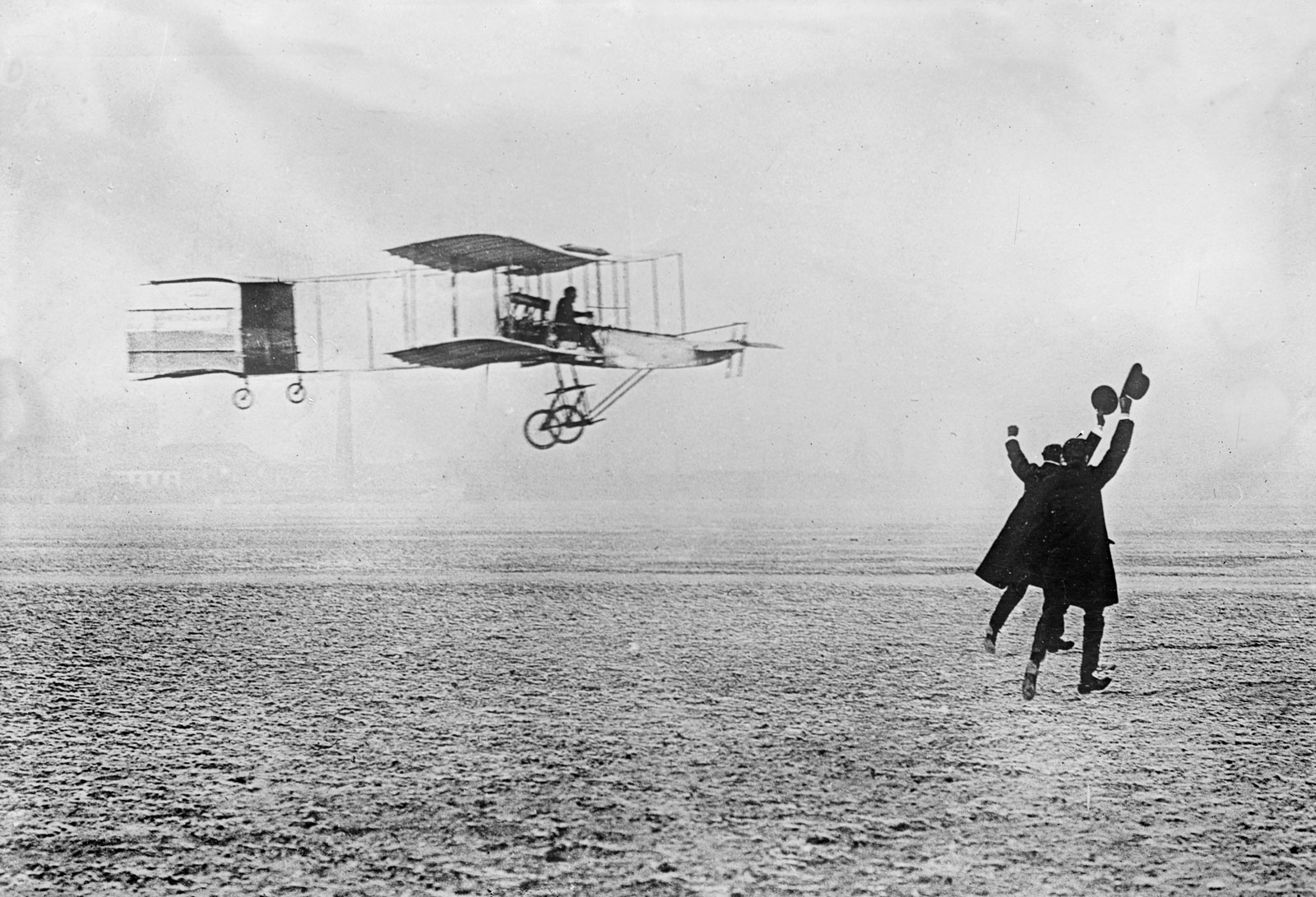
ヴォアザン・ファルマン複葉機 （3月30日)
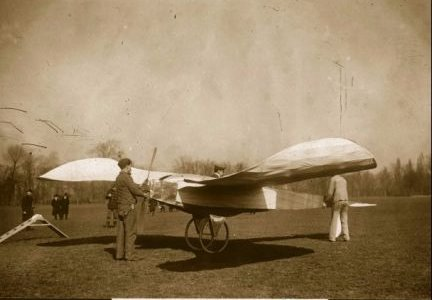
ブレリオ V （5月5日）
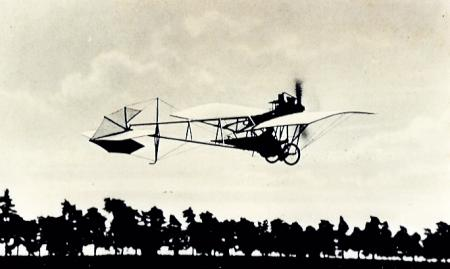
Santos Dumont Demoiselle （12月6日)